# Tunel (stacja kolejowa)
Tunel – stacja kolejowa w Uniejowie-Rędzinach (w nieoficjalnej części wsi o nazwie Tunel), w województwie małopolskim, w Polsce. Znajduje się tam 1 peron. Tunel został wybudowany w latach 1882–1884 w leśnej głuszy pomiędzy miejscowościami Uniejów-Rędziny i Podleśna Wola w ramach budowy kolei Dąbrowsko-Iwanogrodzkiej.

## Ruch pasażerski
| Rok  | Wymiana pasażerska na dobę |
| ---- | -------------------------- |
| 2017 | 100-149                    |
| 2018 | 100-149                    |
| 2019 | 150-199                    |
| 2020 | 100-149                    |
| 2021 | 100-149                    |
| 2022 | 100-149                    |
| 2023 | 100-149                    |

## Modernizacja
W roku 2013 przeprowadzono kosztem ponad 42 mln zł przebudowę stacji kolejowej Tunel wraz z liczącym około 5,5 km odcinkiem torów. Inwestycja została sfinansowana ze środków własnych PKP PLK SA. Uroczyste przekazanie do użytku przebudowanej stacji wraz z liczącym ponad 5 kilometrów odcinkiem torów miało miejsce 17 grudnia 2013.